# Giuseppe Biron
Giuseppe Biron (Legnago, 15 ottobre 1914 – Treviso, 23 febbraio 2011) è stato un generale e aviatore italiano, che ha partecipato alla guerra d'Etiopia, alla guerra civile spagnola e alla seconda guerra mondiale, dove divenne un asso dell'aviazione con 8 abbattimenti confermati. Dopo l'armistizio dell'8 settembre 1943 entrò nell'Aeronautica Nazionale Repubblicana, e dopo la fine del conflitto nell'Aeronautica Militare Italiana concludendo al carriera con il grado di Generale di brigata aerea Decorato con cinque Medaglie d'argento e due di bronzo al valor militare, e con la Croce di Ferro di seconda classe.

## Biografia
Nacque a Legnago, in provincia di Verona, il 13 ottobre 1914, dove suo padre gestiva un negozio di abbigliamento. Allo scoppio della prima guerra mondiale il padre Ferruccio partì per il servizio militare, e la famiglia si trasferì sul Lago Maggiore rimanendovi fino al termine del conflitto. Poco dopo la fine della guerra la famiglia si trasferì definitivamente a Treviso, dove il giovane Bepi frequento le scuole fino all'istituto commerciale "Riccati". Durante l'ultimo anno di studi, nonostante le resistenze della famiglia, abbandonò la scuola per partecipare ad un concorso per sottufficiali piloti indetto dalla Regia Aeronautica nel 1931.
Entrato nelle Regia Aeronautica venne destinato inizialmente a Parma, per essere inviato successivamente alla scuola di pilotaggio civile gestita dalla CNA sull'aeroporto del Littorio, a Roma. Il 12 aprile 1933 effettuò il suo primo volo a bordo di un biplano Fiat AS.1, passando quindi a volare sui Breda Ba.25 per il conseguimento del primo brevetto. Durante il corso ebbe modo di volare come passeggero a bordo di un vecchio biplano Ansaldo SVA biposto rimanendone affascinato. Il 13 agosto 1933 conseguì il brevetto di pilota di aeroplano, completando il ciclo di addestramento avanzato su Caproni Ca.100 presso la scuola di San Vito dei Normanni. Il 7 settembre, all'età di diciannove anni e con il grado di sergente pilota, divenne ufficialmente pilota militare della Regia Aeronautica.

### Il grave incidente

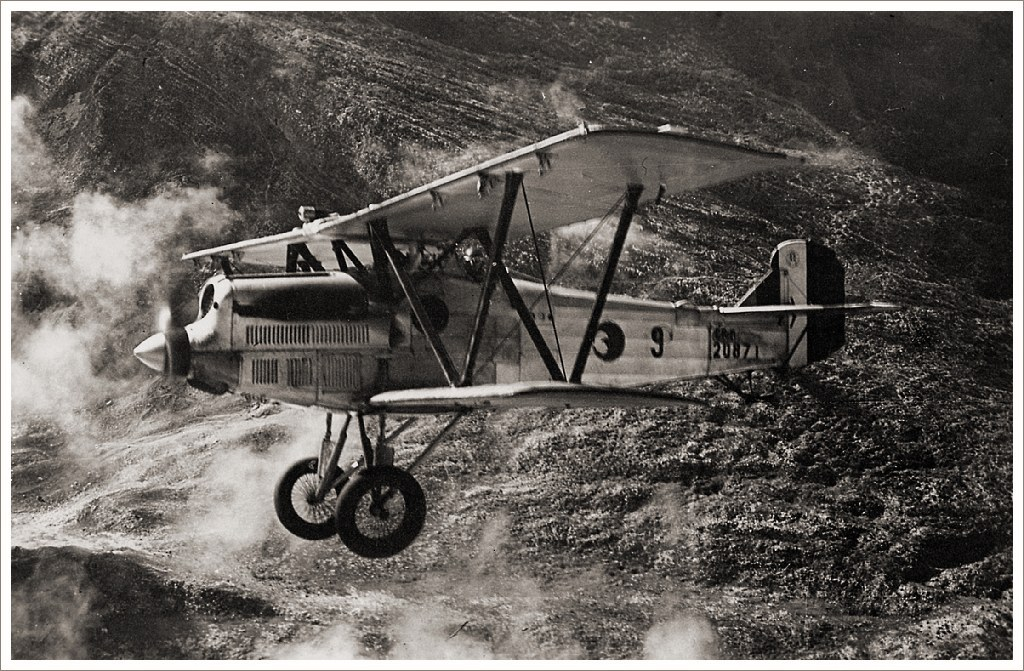
Un caccia Fiat C.R.20 Asso in volo.

Conseguito il brevetto venne assegnato alla 96ª Squadriglia, IX Gruppo, del 4º Stormo basato sull'aeroporto di Merna, nei pressi di Gorizia. Effettuata l'abilitazione su Fiat C.R.20 biposto, prese a volare sul C.R.20 Asso che costituiva la dotazione dello Stormo. Dimostratosi un abile pilota acrobatico e da caccia il 15 aprile 1935, durante un volo con un collega, quest'ultimo gli propose di andare su Trieste per salutare la propria fidanzata, passandone più volte sulla casa. Rimasto in attesa sul golfo, e non sapendo bene cosa fare, decise di passare in mezzo ai due piloni che sorgevano in Piazza Unità d'Italia al termine di una lunga picchiata. Purtroppo l'aereo colpì uno di essi, perdendo parte dell'ala inferiore sinistra, il tutto davanti agli occhi dell'esterrefatto prefetto che osservava la manovra da una finestra del suo ufficio.
Rientrato alla base venne subito posto agli arresti di rigore per ordine del comandante della 2ª Squadra aerea, generale Francesco Pricolo. Oltre agli arresti di rigore, Pricolo dispose che fosse rimosso dal grado, gli fosse ritirato il brevetto, pagasse i danni e venisse immediatamente congedato. Fu solamente per intercessione del comandante dello Stormo, Amedeo di Savoia Duca d'Aosta, che il giovane pilota non fu allontanato dalla Regia Aeronautica, ma trasferito al 3º Stormo di Bresso, Milano. Appena arrivato alla nuova destinazione si offrì volontario per partire verso l'Africa orientale, dove la guerra con l'Etiopia si faceva ogni giorno più probabile.

### Le attività in Africa Orientale e Spagna

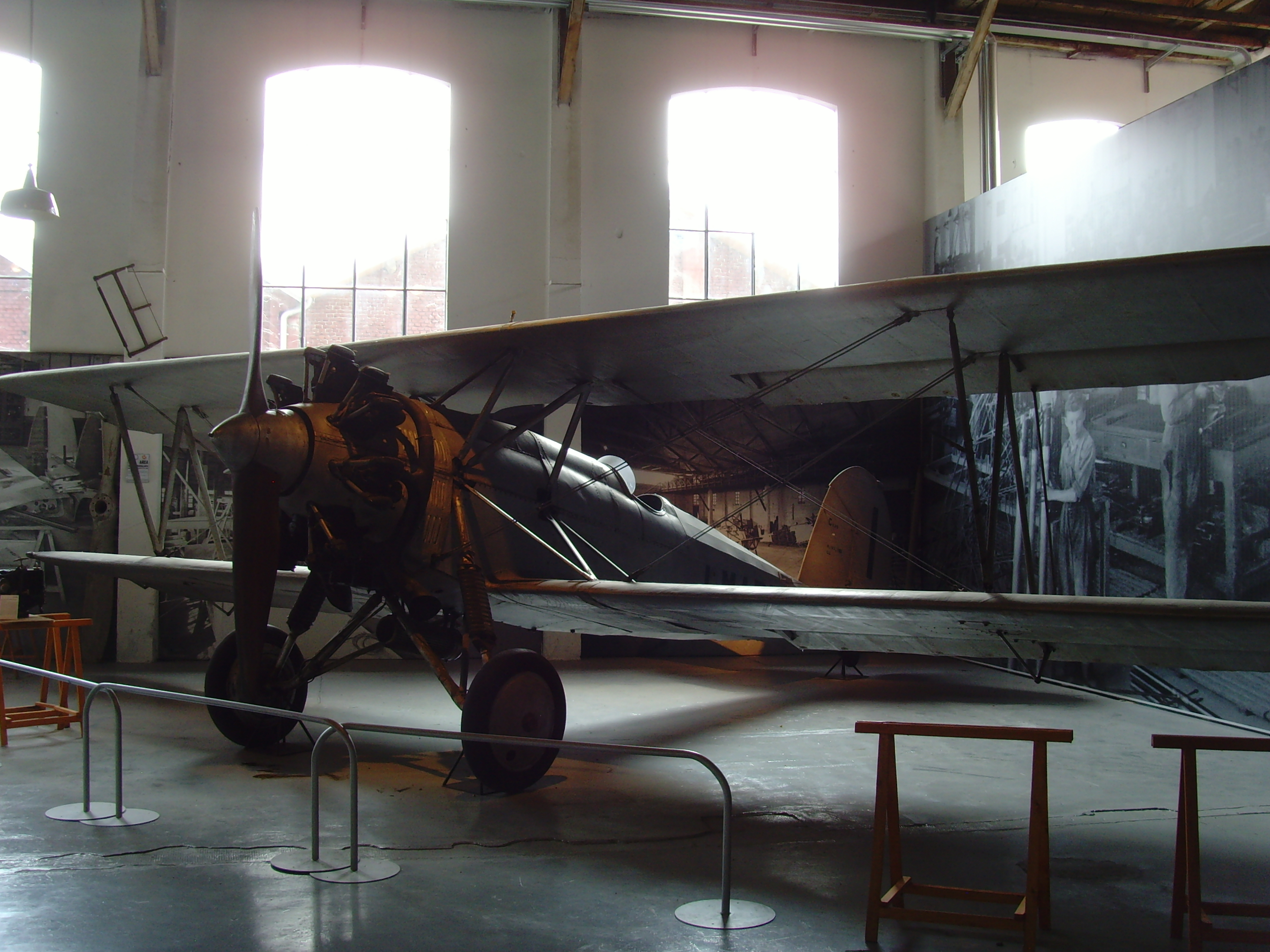
Un addestratore acrobatico Caproni Ca.113 esposto presso il Parco e Museo del Volo di Volandia.

Nell'ottobre dello stesso anno, appena scoppiate le ostilità, venne trasferito a Capua presso la neocostituita 108ª Squadriglia Ricognizione Strategica equipaggiata con i nuovi IMAM Ro.37bis Lince. Il 20 novembre 1935 arrivò in Somalia, preso l'aeroporto di Gorrahei, da dove la squadriglia iniziò ad operare in appoggio alle forze terrestri poste agli ordini del generale Rodolfo Graziani che stavano avanzando su Giggiga e Harrar. Se pur debilitato dalla malaria continuò a prestare servizio fino al termine delle ostilità. Il 7 dicembre 1936 si imbarcò a Mogadiscio, arrivando a Napoli il 21 dello stesso mese solo per essere immediatamente ricoverato in ospedale, dove rimase fino alla vigilia di Natale, quando fu mandato a casa in convalescenza. Per le attività svolte in Somalia venne decorato con una Medaglia di bronzo al valor militare.
Riprese servizio nel febbraio 1937 presso la 155ª Squadriglia del 6º Stormo, basata a Gorizia, per essere poi trasferito presso la 150ª Squadriglia di Campoformido, dotata di caccia Fiat C.R.32 agli ordini di Adriano Mantelli. Nel novembre 1937, dopo che aveva fatto domanda per partire volontario per la Spagna il reparto venne trasferito sull'aeroporto di Rimini-Miramare, e in tale occasione venne promosso al grado di maresciallo. Nell'aprile 1938 fece parte della pattuglia acrobatica nazionale esibitasi durante la visita di Adolf Hitler in Italia, volando sull'addestratore acrobatico Caproni Ca.113. Nel mese di luglio il generale Pricolo effettuò una visita ispettiva a Rimini-Miramare, e mentre passava in rassegna il personale, egli uscì dai ranghi esclamando ad alta voce: Eccellenza voglio andare in Spagna!
Informatosi su chi era il giovane pilota Pricolo disse: Biron, quello di Trieste? Andrai in Spagna. Infatti nel settembre dello stesso anno, sotto il falso nome di José Birosi, arrivò via mare a Cadice, da dove fu trasferito a Siviglia per prestare servizio presso la 33ª Squadriglia Caccia Terrestri del VI Gruppo sulla base di Puig Moreno. Pochi giorni dopo esordì in combattimento contro alcuni Polikarpov I-16 repubblicani, senza riportare alcuna vittoria. Subito dopo fu trasferito alla 24ª Squadriglia del XVI Gruppo "Cucaracha" basata a Caspe, dove divenne gregario di fiducia del comandante, il tenente colonnello Arrigo Tessari. Il 4 novembre colse i primi successi personali, abbattendo due Polikarpov I-15 Chato. Al termine delle ostilità rientro in patria a bordo del piroscafo Duilio, insignito di due Medaglie d'argento al valor militare e di un'altra Medaglia di bronzo al valor militare.

### La seconda guerra mondiale

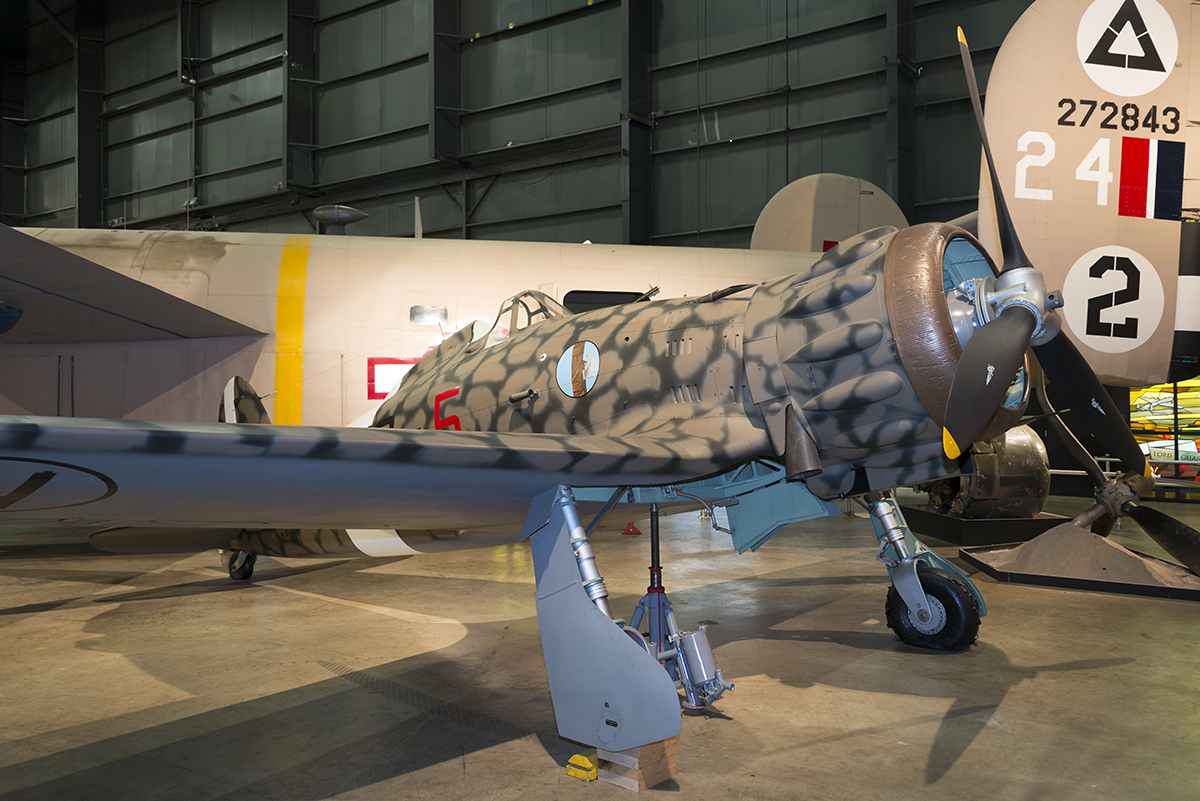
Un caccia Aermacchi C.200 Saetta della 372ª Squadriglia del 152º Gruppo, esposto presso l'United States Air Force Museum di Dayton, Ohio.

Al rientro in Italia andò in licenza, per tornare poi a prendere servizio presso la 369ª Squadriglia del 54º Stormo, basata sull'aeroporto di Treviso. I due gruppi dello Stormo, il 152º e 153º furono riequipaggiati con i nuovi caccia Fiat CR.42 Falco, ma subito dopo transitarono sui nuovissimi monoplani Aermacchi C.200 Saetta, risultati sgraditi ai piloti Poco dopo, mantenendo fede ad un'antica promessa, si iscrisse al XIII Corso d'integrazione per sottufficiali, e nel mese di novembre venne ammesso a parteciparvi. Il biennio di formazione compiuto presso l'Regia Accademia Aeronautica di Caserta terminò nell'aprile 1941, quando con il grado di sottotenente fu inviato presso il 22º Gruppo Autonomo Caccia Terrestre di Tirana, in Albania.
Il 9 agosto le tre squadriglie del Gruppo decollarono da Tirana alla volta dell'Unione Sovietica. Il viaggio fu compiuto in formazione, con tappe a Belgrado, Bucarest, Tudora raggiungendo quindi l'aeroporto di Krivoj Rog in URSS. Al seguito dell'avanzata delle truppe dell'Asse il gruppo si trasferì dapprima a Zaporož'e e poi a Stalino. Durante il ciclo operativo in Unione Sovietica si aggiudicò l'abbattimento certo di un caccia Mikoyan-Gurevich MiG-3, uno probabile di un aereo dello stesso tipo e di un I-16, e altre vittorie in collaborazione, tra cui un bombardiere Tupolev SB. Nell'aprile 1942 cominciarono le operazioni di rientro in patria del 22º Gruppo, sostituito dal 21º. Sbarcato sull'aeroporto di Venezia-San Nicolò il 30 aprile andò direttamente a Treviso a sposare la sua fidanzata Tina. Per le sue attività operative sul fronte orientale venne decorato con una terza Medaglia d'argento al valor militare e ricevette dall'alleato tedesco la Croce di Ferro di II classe. Durante la campagna di Russia, Bepi Biron, pilota autonomo, fu l'inventore dello stemma del 22º Gruppo CT: uno spauracchio in un triangolo bianco che si «fuma» le stelline rosse che rappresentano i bombardieri russi.
Al rientro in servizio dalla licenza matrimoniale riprese servizio presso il 22º Gruppo dislocato sull'aeroporto di Ciampino, dotato dei nuovi caccia Reggiane Re.2001. A partire dall'autunno del 1942 il Gruppo compì diversi attacchi contro convogli britannici in navigazione nel Mediterraneo centrale. Inoltre furono compiuti bombardamenti in picchiata contro obiettivi a Bona, in Algeria, e sull'isola di Malta. Al termine del ciclo di operazioni fu promosso al grado di tenente e decorato con una quarta Medaglia d'argento al valor militare. Nei primi mesi del 1943 il 22º Gruppo venne dislocato sull'aeroporto di Napoli-Capodichino, con il compito di intercettare i bombardieri alleati di ritorno dalle incursioni sul territorio italiano.
Durante questa fase, pilotando un caccia Aermacchi C.202 Folgore, si aggiudicò l'abbattimento certo di un bombardiere Boeing B-17 Flying Fortress e di tre caccia Lockheed P-38 Lightning, più uno probabile. Per questo motivo ricevette una quinta Medaglia d'argento al valor militare. L'8 settembre 1943 stava volando in una missione di ricognizione quando avvistò l'imponente flotta alleata, composta da centinaia di navi, che si stava dirigendo verso Salerno. Rientrato alla base per riferire dell'avvistamento, venne messo a conoscenza della proclamazione dell'armistizio con gli anglo-americani. Pochi giorni dopo, non avendo ricevuto ordini, su disposizione del colonnello comandante del presidio aeronautico i velivoli efficienti furono incendiati perché non cadessero nelle mani dei tedeschi, ed il personale si sbandò. Messosi l'uniforme, egli risalì tutta la penisola raggiungendo la propria abitazione a Treviso.

### Nell'Aeronautica Nazionale Repubblicana

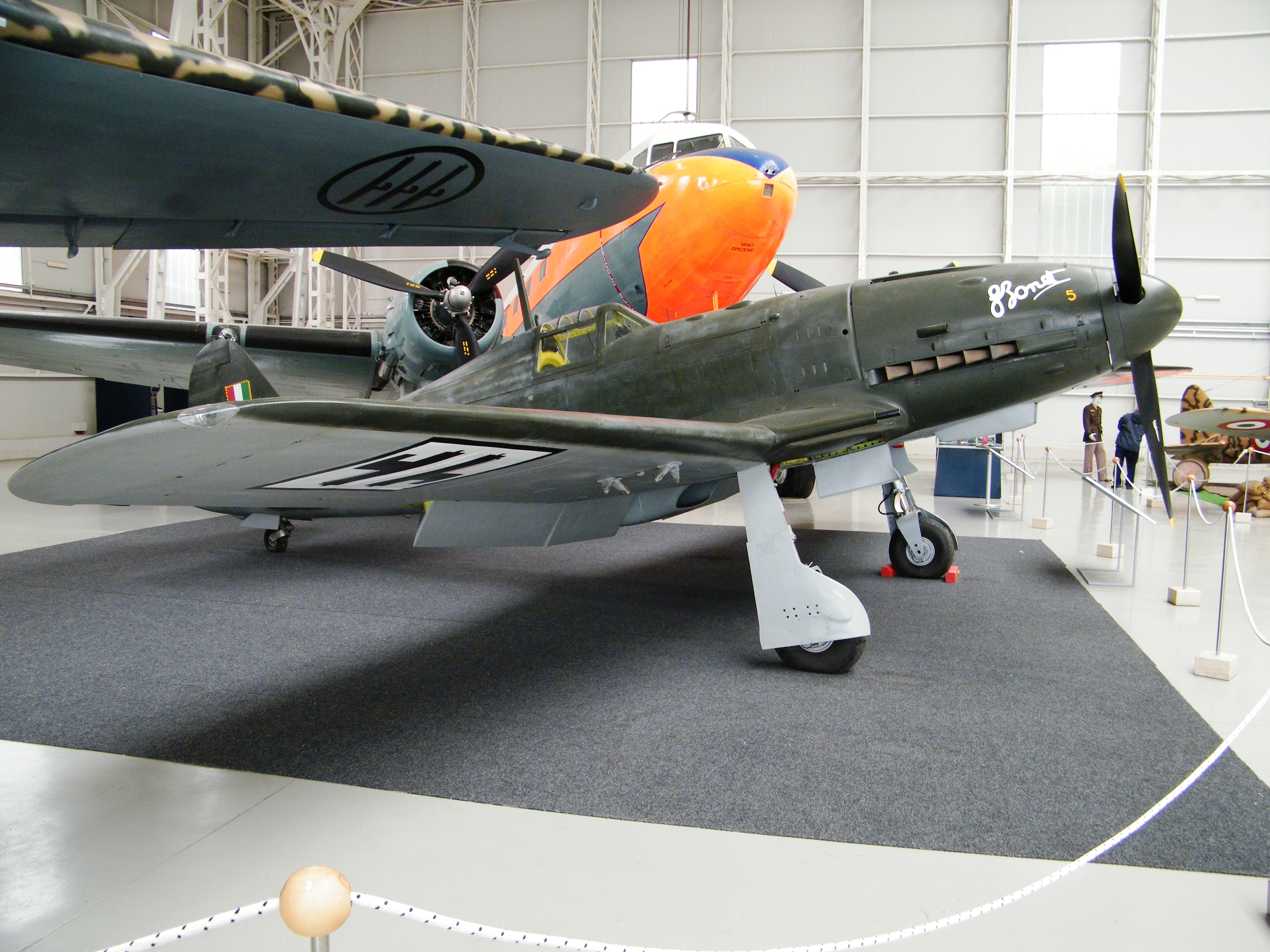
Un caccia Fiat G.55 Centauro con i colori della Squadriglia complementare d'allarme "Montefusco-Bonet" esposto al Museo dell'Aeronautica di Vigna di Valle.

Il 24 settembre si presentò presso l'aeroporto di Treviso mettendosi a disposizione del colonnello Borgogno, che stava tentando di mettere insieme un gruppo di piloti volontari per dare assistenza agli sbandati. Nel mese di novembre venne trasferito a Gorizia, per effettuare i voli di trasferimento in Germania degli aerei italiani catturati dalle truppe tedesche. Trovando tale attività disonorevole ed antipatriottica si rifiutò di eseguire gli ordini, rispondendo duramente all'ufficiale tedesco che lo stava minacciando, e chiedendo di tornare a combattere contro gli anglo-americani. Il 27 dicembre entrò a far parte della Squadriglia complementare d'allarme "Montefusco-Bonet", costituita sull'aeroporto di Venaria Reale, dotata dei caccia Fiat G.55 Centauro.
L'esordio in combattimento avvenne il 29 marzo 1944, ed in tale occasione il capitano della Squadriglia, Giovanni Bonet, perse la vita, abbattuto da un caccia Republic P-47 Thunderbolt. Nei primi giorni di giugno la Squadriglia venne incorporata nel 1º Gruppo Caccia dell'A.N.R., ma il 20 luglio il suo aereo venne gravemente colpito durante un combattimento contro i velivoli americani. Lanciatosi con il paracadute, riportò gravi ferite interne. Rientrò in servizio il 26 agosto, poco prima del tentativo tedesco di incorporare l'Aeronautica Nazionale Repubblicana nelle file della Luftwaffe. Tale azione portò al sabotaggio dei velivoli efficienti, ed alla paralisi dell'attività di volo per alcuni mesi, fino al novembre dello stesso anno quando vi fu l'avvicendamento del comandante tedesco della Luftwaffe in Italia. Il 1º Gruppo riprese l'attività trasferendosi in Germania per iniziare l'addestramento al pilotaggio dei caccia Messerschmitt Bf.109 delle più recenti versioni.
In tale occasione fu selezionato per iniziare l'addestramento in vista del passaggio sul caccia a razzo Messerschmitt Me.163 Komet. Pur effettuando numerosi voli di addestramento su vari tipi di alianti, tra cui l'Habicht 6m, il programma venne sospeso per il precipitare degli eventi bellici. Al rientro in Italia il 1º Gruppo caccia "Asso di bastoni" venne rischierato sull'aeroporto di Lonate Pozzolo. La sera del 17 febbraio 1945, mentre si trovava in licenza, sfuggì ad un attentato partigiano sul ponte di Bassano del Grappa. Sua moglie rimase illesa, mentre lui perse l'occhio destro a causa dell'esplosione ravvicinata dell'ordigno. Il 29 aprile il comandante del 1º Gruppo Caccia, maggiore Adriano Visconti, si arrese ai rappresentanti del CLN, e assieme ad altri ufficiali, rimase a disposizione delle autorità presso una caserma di Milano. Rilasciato nel mese di agosto tornò a casa, dove era da poco nato il suo primo figlio, Giulio.

### Il rientro nell'Aeronautica Militare Italiana
Praticamente espulso dall'Aeronautica per collaborazionismo con il tedesco invasore iniziò a lavorare come custode presso il mercato ortofrutticolo di Treviso, per esercitare poi il mestiere di venditore di prodotti da "toilette" presso la ditta "Palmolive". Il 23 marzo 1947 fu prosciolto dall'accusa di collaborazionismo, ma rientrò in servizio attivo solo nel 1950 presso il radar della guida-caccia di Treviso. Presso il locale aeroporto militare iniziò a volare di nascosto, sotto la copertura di ufficiali suoi amici. A causa della perdita dell'occhio destro non avrebbe più potuto volare, ma l'intervento del generale Aldo Remondino riuscì a sbloccare la situazione. Inizialmente l'Istituto medico-legale lo dichiarò idoneo a volo con presenza di un altro pilota a bordo, per un periodo di tre mesi, esercitando in pratica l'attività di istruttore. Tale limitazione fu cancellata dopo una successiva visita medica.
Assegnato al 51º Stormo il tenente colonnello divenne famoso come istruttore al volo strumentale su velivolo Lockheed T-33, e successivamente conseguì l'abilitazione al pilotaggio dei caccia Fiat G.59, De Havilland DH.100 Vampire, Republic F-84G, Republic F-84F Thunderstreak, North American F-86K, Lockheed F-104G Starfighter, Aeritalia F-104S Starfighter. Dopo un ultimo volo effettuato il 9 settembre 1971 andò in pensione per raggiunti limiti di età, con il grado di generale di brigata aerea, rimanendo comunque molto legato all'ambiente aeronautico. Si spense a Treviso il 23 febbraio 2011, all'età di novantasei anni.

## Abbattimenti
Gli sono accreditate 8 vittorie aeree certe numerose più altre in compartecipazione.

### Annotazioni
1. ↑  Dapprima la "Edmondo De Amicis" e poi il collegio "San Pio X".
2. ↑  Per avere il consenso della famiglia promise che una volta entrato in aeronautica avrebbe completato gli studi per proseguire nella carriera militare come ufficiale.
3. ↑  Troncatasi all'altezza dei montanti, il pezzo di ala precipitò sulla piazza.
4. ↑  Il velivolo sfiorò il tetto del palazzo del governo allontanandosi a fatica, con il pilota che dovette usare ogni trucco di cui era a conoscenza per atterrare sull'aeroporto di Merna.
5. ↑  Per l'occasione gli fu assegnato il grado militare spagnolo di alferez.
6. ↑  Dopo l'iniziale diffidenza gli esperti piloti dello Stormo presero rapidamente la mano al nuovo velivolo, e poche settimane più tardi erano già in grado di effettuare looping in formazione a cinque con passaggio finale a volo radente sull'aeroporto.
7. ↑  Si trattava di 359ª, 362ª e 369ª Squadriglia a ranghi completi per un totale di 51 Aermacchi C.200 Saetta.
8. ↑  Con decorrenza dal 13 novembre 1942.
9. ↑  Durante questo ciclo operativo gli vennero aggiudicate anche 21 vittorie in collaborazione più 15 probabili.
10. ↑  Equipaggiato con circa cinquanta caccia Messerschmitt Bf.109 nelle versioni G e K.
11. ↑  Per archiviazione degli atti.
12. ↑  Su tale velivolo il 28 ottobre 1970 l'ormai colonnello Biron effettuò un volo a mach 2,3 ad una quota di 18.000 metri.

### Fonti
1. 1 2 3 4 5 6 7 8 9 10 11  Il Nastro Azzurro n.1, gennaio-febbraio 2012, p. 34.
2. 1 2 3 4 5  Il Nastro Azzurro n.1, gennaio-febbraio 2012, p. 35.
3. 1 2 3 4 5 6 7  Corriere del Veneto, 22 febbraio 2011.
4. 1 2 3 4 5 6 7  Apostolo, Massimello 2000, p. 80.
5. 1 2 3 4 5 6  Garello 2007, p. 48.
6. 1 2 3 4 5 6  Garello 2007, p. 49.
7. 1 2 3 4 5 6  Garello 2007, p. 50.
8. 1 2 3 4 5  Garello 2007, p. 51.
9. 1 2 3 4 5  Garello 2007, p. 52.
10. 1 2 3 4 5 6 7 8  Garello 2007, p. 53.
11. 1 2 3 4 5 6 7 8 9 10 11 12 13 14  Apostolo, Massimello 2000, p. 81.
12. 1 2 3 4 5 6 7  Garello 2007, p. 54.
13. ↑  Malizia 1987, p. 83.
14. 1 2 3 4 5 6 7  Garello 2007, p. 55.
15. 1 2 3 4 5 6 7 8  Garello 2007, p. 56.
16. 1 2 3 4 5 6 7 8 9 10  Garello 2007, p. 57.
17. ↑  Registrato alla Corte dei Conti addì 10 marzo 1943-XXI, registro n.17 Aeronautica, foglio n.298.